# Ketos
Ketos (lp gr. Κῆτος Kētos ‘morski potwór’, ‘olbrzymia ryba’, ‘wieloryb’, łac. Cetus ‘wieloryb’, lm gr. Κήτεα Kḗtea, łac. Cetea) – w mitologii greckiej potwór morski.
Do najbardziej znanych potworów należeli: Ketos Aithiopios (łac. Cetus Aethiopius ‘potwór etiopski’; pustoszył Etiopię) i Ketos Troias (łac. Cetus Trojas ‘potwór trojański’; pustoszył Troję). Pierwszy, zabity przez Perseusza i przemieniony w gwiazdozbiór równikowy, uchodził za potomka Forkosa i Keto. Drugi, uśmiercony przez Heraklesa, był również potomkiem Forkosa.
W starożytnej Grecji ketosem nazywano każde duże zwierzę wodne, np. wieloryby. Mityczny Ketos, którego zgładził Perseusz, jest identyfikowany z gwiazdozbiorem Wieloryba (Cetus). Widnieje na niebie niedaleko konstelacji, Andromedy (Andromeda), Kasjopei (Cassiopeia), Cefeusza (Cepheus), Perseusza (Perseus), Pegaza (Pegasus), które są z nim mitologicznie powiązane.